# Destruction
Destruction (engl. für ‚Zerstörung‘) ist eine der ältesten bis heute bestehenden deutschen Thrash-Metal-Bands. Sie wurde 1982 im südbadischen Weil am Rhein gegründet und ist neben Kreator und Sodom eine der erfolgreichsten deutschen Bands dieser Stilrichtung.

## Bandgeschichte

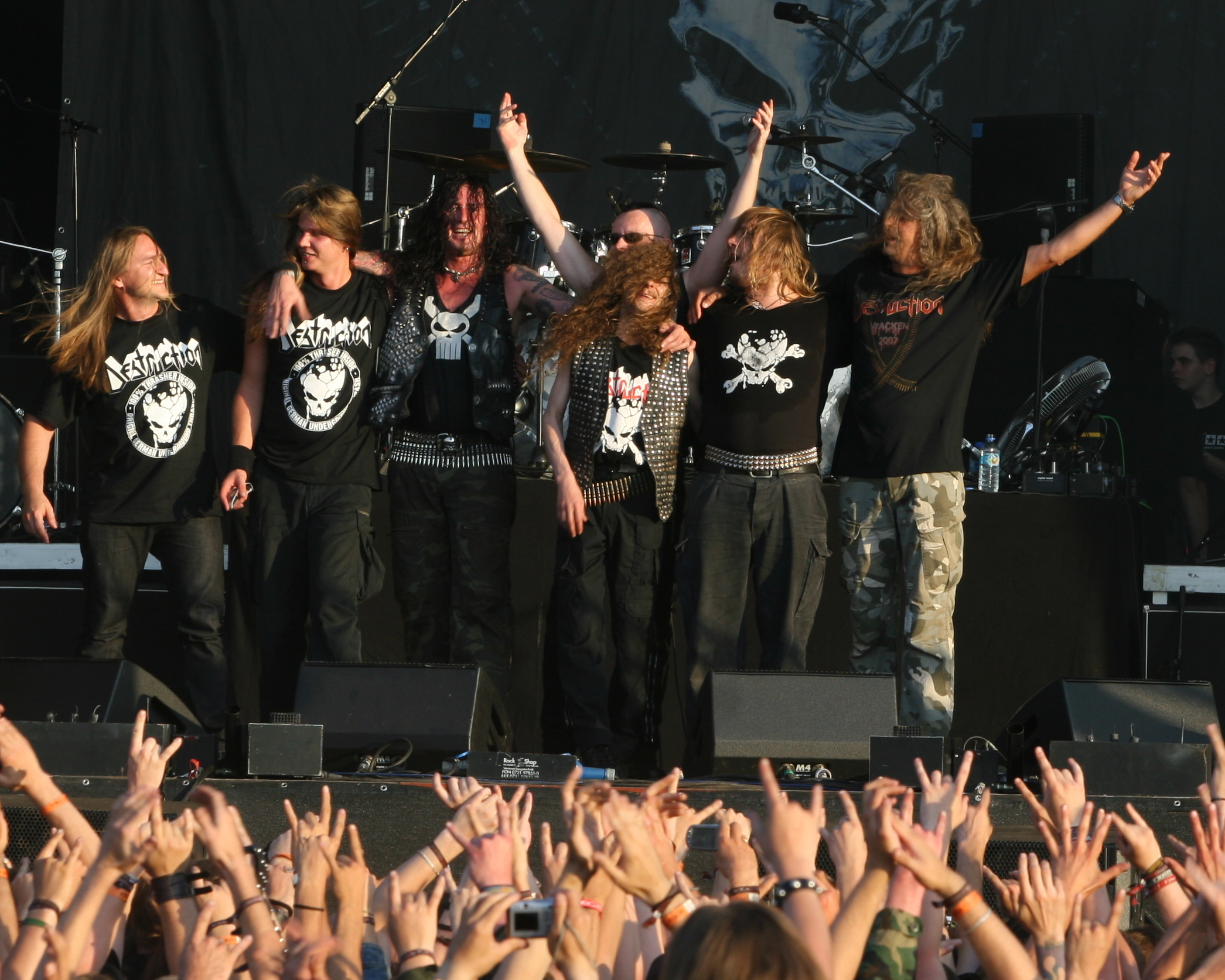
Destruction auf dem Wacken-Open-Air-Festival 2007

Die Band wurde 1982 als Knight of Demon gegründet. Marcel „Schmier“ Schirmer stieß als Bassist zu Michael „Mike“ Sifringer und Thomas „Tommy“ Sandmann, der zweite Gitarrist verließ die Band kurz darauf. Sänger Ulf Kühne blieb nach der Umbenennung in Destruction für einige Monate, wurde aber nach einem Streit mit Sifringer kurz vor den Aufnahmen zum Demo Bestial Invasion of Hell aus der Band ausgeschlossen. Den Gesang übernahm Schmier.
Aus dieser Zeit existiert ein angebliches erstes Demo Speed Kills, das laut Jan Jaedike vom Rock Hard „offensichtlich ein Fake“ sei und auch Schmier unbekannt ist. Die ersten Aufnahmen entstanden unabhängig von den US-amerikanischen Thrash-Metal-Initiatoren, die Inspiration kam besonders von Motörhead. Schmier zufolge waren die Musiker „blutige Anfänger“ und wurden von den „damals schon göttlich“ klingenden US-amerikanischen Bands, die ebenso wie sie immer härter, lauter und schneller wurden, noch stärker angetrieben, als sie diese entdeckten. Nach Bestial Invasion of Hell nahm sie SPV unter Vertrag und veröffentlichte im Jahr 1984 die EP Sentence of Death. Bei einem Venom-Clubtreffen in Sindelfingen kam es spontan zum ersten Live-Auftritt der Band. Am 1. Dezember folgte das erste offizielle Konzert zusammen mit Iron Angel. Parallel zur Veröffentlichung des Debütalbums Infernal Overkill war die Band mit Slayer auf Tournee.
Im darauf folgenden Jahr erschien Eternal Devastation und die Band ging zusammen mit Kreator und Rage auf Tournee. Sandmann verließ die Band und wurde durch Oliver Kaiser aus Efringen-Kirchen ersetzt. Außerdem wurde Harry Wilkens als zweiter Gitarrist engagiert. Nach der EP Mad Butcher von 1987 folgte eine Tournee mit Motörhead, der wiederum Release from Agony folgte.
Im Jahr 1989 brach die Band, nach einer Tournee mit den Schweizern Celtic Frost, auseinander: Schmier gründete die Band Headhunter, in der Jörg Michael trommelte, während er bei Destruction von André Grieder (ex-Poltergeist) ersetzt wurde, mit welchem das Album Cracked Brain erschien. Beides waren keine wirklich erfolgreichen Projekte in der Zeit, die später als Neo-Destruction bekannt wurde.

### Comeback
Zehn Jahre nach der Trennung gelang die Wiedervereinigung der Band zwischen Schmier und Sifringer zusammen mit dem neuen Schlagzeuger Sven Vormann. Nach Auftritten auf wichtigen deutschen Festivals erschien bei Nuclear Blast im Folgejahr All Hell Breaks Loose.
Beim 2001er Album The Antichrist entstanden bei der ersten Auflage Fehlpressungen mit falscher Liedfolge, die bei der Plattenfirma umgetauscht hätten werden können, wenn die Band nicht auf ihrer Website wegen des hohen Sammlerwertes davor gewarnt hätte.
Im Oktober 2001 stieg Sven aus Destruction aus (neue Band: von 2001 bis 2007 Jesus Chrysler Superskunk, seit 2008 Abandoned), da ihm der Tourplan der Band zu viel wurde und er mehr Zeit für seine Familie benötigte. Mit dem neuen Schlagzeuger Marc Reign (Orth und Gunjah) ging die Band anschließend mit Sodom und Kreator auf Tournee. Mit Kreator tourte die Band auch durch Südamerika.
Nachdem sich Schmier im Jahr 2003 während der Tournee durch die USA, bei der sein E-Bass gestohlen wurde, einen Trümmerbruch an der rechten Hand zuzog, wurde er zu einer Pause gezwungen und die Band musste die Tournee durch Großbritannien absagen. Zu Beginn des dritten Golfkrieges konnte man auf der Bandwebsite die The-Exploited-Coverversion Fuck the USA kostenlos herunterladen.
Am 22. August 2005 erschien das Album Inventor of Evil, nachdem die Band im Januar zu AFM Records gewechselt war. Im August 2007 spielte die Band auf dem Wacken Open Air eine Best-of-Show, bei der alle ehemaligen Band-Mitglieder zusammen auftraten. Am 29. August 2008 erschien das neue Album D.E.V.O.L.U.T.I.O.N. bei AFM Records.
Im März 2010 gab die Band auf ihrer Homepage bekannt, dass Marc Reign die Band verlassen werde, die angekündigten Konzerte würden dennoch stattfinden. Am 23. November 2010 wurde Wawrzyniec „Vaaver“ Dramowicz von Indukti und UnSun, ein studierter Musiker polnisch-kanadischer Herkunft, als neuer Schlagzeuger vorgestellt.
Am 18. Februar 2011 wurde das neue Album Day of Reckoning in Europa veröffentlicht, welches in den USA offiziell am 8. März erschien. Das Jahr 2011 begann für die Band mit einer Nordamerika-Tournee mit der Band Heathen.
Am 19. Juli 2018 wurde Randy Black (ex-Annihilator, ex-Primal Fear) als neuer Schlagzeuger vorgestellt, nachdem Vaaver die Band zuvor aus familiären Gründen verlassen hatte.
Am 28. Februar 2019 präsentierte die Band Damir Eskic als zweiten Gitarristen, der bereits auf dem Album Under Attack drei Soli als Gastmusiker beigesteuert hatte und erstmals auf Born to Perish als vollwertiges Bandmitglied zu hören ist.
Am 19. August 2021 wurde bekannt gegeben, dass Gründungsmitglied Michael „Mike“ Sifringer die Band im März verlassen hat und durch Martin Furia ersetzt wurde. Das für April 2022 angekündigte Album Diabolical wird somit die erste Veröffentlichung der Band ohne Sifringer an der Gitarre.

## Stil

### Musik
Auf dem Demo Bestial Invasion of Hell war Schmiers Gesang laut Jaedike „noch krasser als später und klang völlig asozial“, Schmier erwähnt „Kommentare wie ‚räudiger Hund‘ und so“, er habe jedoch „dermaßen extrem“ geklungen, „dass es bei einigen Leuten schon wieder super ankam“. In einer Anzeige im Metal Hammer bezeichnete die Band ihre Musik als „Black Satanic Hardcore Speed Metal“. Destructions erste EP Sentence of Death zeichnete sich durch „die große Menge an uneingeschränkter Energie, die all diese Stücke demonstrieren“, aus; zu dieser Zeit bezeichnete die Band ihre Musik als „Black Speed Metal“ und dankte „allen Black-Speed-Metal-Besessenen“ Jaedike bezeichnet den Stil als „schon auf dem Demo und auf ‚Sentence Of Death‘ ziemlich originell, nur ‚Devil’s Soldiers‘ klang instrumental sehr nach Venom“. Euronymous nannte Destruction als Inspiration seiner Band Mayhem und bezeichnete ihre ersten Alben als „Meisterwerke schwarzen stinkenden Metals“. Ihr Kultstatus unter anderem im Black-Metal-Umfeld war der Band nach eigener Aussage bis zu Schmiers Rückkehr zu Destruction 1999 jedoch nicht bekannt.

„Da standen Mannsbilder wie Abbath von Immortal vor uns, sagten, dass sie riesige Fans sind, und hatten teilweise Tränen in den Augen. Diese Ehrlichkeit ist echt METAL!“

Auf dem Debütalbum Infernal Overkill sind die Lieder „sehr konsistent, aber auch etwas repetitiv, und der eigene Stil der Band ist voll ausgeprägt, obwohl der garstige Gesang irgendwie leicht zurückhaltend wirkt“. Der Klang ist weniger klar als auf der EP. Eternal Devastation verfolgt größtenteils den gleichen Stil; die Produktion ist jedoch klarer, wurde aber noch als „dünn“ bezeichnet. Auch Mad Butcher ist eine typische Destruction-Veröffentlichung. Bei Release from Agony handelt es sich um „das ambitionierteste Werk der Band bis dahin“; die ersten Stücke unterscheiden sich nicht sonderlich von älterem Material, aber Lieder wie Sign of Fear demonstrieren eine „dunklere und technischere Herangehensweise“. Laut John Chedsey von Satan Stole My Teddybear hatte die Band „die seltsame Fähigkeit, mit einigen großartigen Liedern aufzukommen, ohne jedoch wirklich in der Lage zu sein, sie gut spielen zu können“.
Cracked Brain, das ohne Schmier aufgenommen wurde, wirkt „formelhafter“ als Destructions frühere Veröffentlichungen und „sticht nicht so sehr heraus wie einige von Destructions früheren Werken“. Ihr neuer Sänger zeichnete sich durch eine heisere Stimme aus.
All Hell Breaks Loose, bei dem Schmier wieder den Gesang übernahm, war „wohl die energischste und windschnittigste Destruction-Veröffentlichung seit langer Zeit“, und musikalisch leicht repetitiv. Der Nachfolger The Antichrist wurde als „moderner Klassiker“ des Thrash-Metal-Genres bezeichnet. Auf Inventor of Evil und D.E.V.O.L.U.T.I.O.N. hingegen spielte die Band Material im bewährten Stil, das als wenig inspiriert bezeichnet wurde.

### Texte
Entsprechend der Bedeutung der Band für die spätere Black-Metal-Szene kokettierten ihre frühen Werke mit dem Satanismus. Die Texte hatten laut Jaedike „anfänglich […] eine Venom-Schlagseite“. Mit ihrem Auftreten wollte die Band in ihrem katholischen Umfeld laut Schmier „vor allem anecken“. Auf D.E.V.O.L.U.T.I.O.N. drückte die Band ihre Unzufriedenheit über die Geschehnisse auf der Erde aus und schrieb Texte über „die Probleme mit Religion und Politik“. Sifringer ist der Ansicht, dass Heavy Metal eine Protesthaltung vertreten sollte, weshalb er „Kindergarten-Metal-Scheiße“ und Texte über Ritter, Schlösser und Drachen ablehnt und hier ausschließlich Ronnie James Dio als Ausnahme zulässt; dieser schreibe wenigstens „gute Texte, die eine tiefere Bedeutung haben“. Über die Texte auf Day of Reckoning schrieb Phil Freeman von Allmusic, die Texte seien vielleicht nicht denkwürdig, aber bei Liedtiteln wie Hate Is My Fuel, Armageddonizer, Sheep of the Regime und Sorcerer of Black Magic sei ziemlich klar, was zu erwarten sei: „ein kleines bisschen wütende politische Hasstiraden und ein kleines bisschen Routine-Okkultismus“. Das Lied City of Doom vom Album Spiritual Genocide handelt von Auschwitz, das sowohl mit dem polnischen Namen Oświęcim als auch dem deutschen genannt wird; das Lied endet mit den deutschsprachigen Versen: „Auschwitz – die Stadt des Leidens bis ans Ende dieser Welt / Auschwitz – die Schande einer ganzen Generation / … und darüber hinaus!!!“.

## Diskografie
Studioalben

| Jahr | Titel Musiklabel                                    | Höchstplatzierung, Gesamtwochen, AuszeichnungChartplatzierungen (Jahr, Titel, Musiklabel, Platzierungen, Wochen, Auszeichnungen, Anmerkungen) | Höchstplatzierung, Gesamtwochen, AuszeichnungChartplatzierungen (Jahr, Titel, Musiklabel, Platzierungen, Wochen, Auszeichnungen, Anmerkungen) | Anmerkungen                              |
| Jahr | Titel Musiklabel                                    | DE | CH | Anmerkungen                              |
| ---- | --------------------------------------------------- | --- | --- | ---------------------------------------- |
| 1985 | Infernal Overkill Steamhammer/SPV                   | — | — | Erstveröffentlichung: 24. Mai 1985       |
| 1986 | Eternal Devastation Steamhammer/SPV                 | — | — | Erstveröffentlichung: 12. Juli 1986      |
| 1987 | Release from Agony Steamhammer/SPV                  | — | — | Erstveröffentlichung: 1. Dezember 1987   |
| 1990 | Cracked Brain Noise Records                         | — | — | Erstveröffentlichung: 1. Juni 1990       |
| 1998 | The Least Successful Human Cannonball Brain Butcher | — | — | Erstveröffentlichung: Oktober 1998       |
| 2000 | All Hell Breaks Loose Nuclear Blast                 | DE67 (1 Wo.)DE | — | Erstveröffentlichung: 25. April 2000     |
| 2001 | The Antichrist Nuclear Blast                        | DE89 (1 Wo.)DE | — | Erstveröffentlichung: 27. August 2001    |
| 2003 | Metal Discharge Nuclear Blast                       | — | — | Erstveröffentlichung: 22. September 2003 |
| 2007 | Inventor of Evil AFM Records                        | DE68 (1 Wo.)DE | — | Erstveröffentlichung: 22. August 2007    |
| 2008 | D.E.V.O.L.U.T.I.O.N. AFM Records                    | DE65 (1 Wo.)DE | — | Erstveröffentlichung: 29. August 2008    |
| 2011 | Day of Reckoning Nuclear Blast                      | DE95 (1 Wo.)DE | — | Erstveröffentlichung: 18. Februar 2011   |
| 2012 | Spiritual Genocide Nuclear Blast                    | — | — | Erstveröffentlichung: 23. November 2012  |
| 2016 | Under Attack Nuclear Blast                          | DE68 (1 Wo.)DE | CH90 (1 Wo.)CH | Erstveröffentlichung: 13. Mai 2016       |
| 2019 | Born to Perish Nuclear Blast                        | DE26 (1 Wo.)DE | CH36 (1 Wo.)CH | Erstveröffentlichung: 9. August 2019     |
| 2022 | Diabolical Napalm Records                           | DE12 (1 Wo.)DE | CH19 (1 Wo.)CH | Erstveröffentlichung: 8. April 2022      |
| 2025 | Birth of Malice Napalm Records                      | DE10 (… Wo.)DE | CH23 (… Wo.)CH | Erstveröffentlichung: 7. März 2025       |